# ترورن
ترورن (به فرانسوی: Trévron) یک کمون در فرانسه است که در Canton of Dinan-Ouest واقع شده‌است.

## خصوصیات
ترورن ۹٫۶۰ کیلومترمربع مساحت و ۶۸۷ نفر جمعیت دارد.